# Robert Fico
Robert Fico (AFI: [ˈrɔbert ˈfitsɔ]; Topoľčany, 15 settembre 1964) è un politico slovacco, Presidente del Governo slovacco, in carica dal 25 ottobre 2023.
Ha precedentemente ricoperto questo ruolo dall'aprile 2012 al marzo 2018 e dal luglio 2006 al luglio 2010.

## Biografia
Laureatosi in legge a Bratislava, si iscrive al Partito Comunista di Cecoslovacchia nel 1987. Dopo la rivoluzione di velluto che conduce al crollo del regime comunista cecoslovacco (1989), entra nel Partito della Sinistra Democratica (SDL), erede del Partito Comunista in Slovacchia. Dal 1994 al 2000 rappresenta il suo Paese presso la Corte europea dei diritti dell'uomo.
In seguito all'uscita dal SDL, fonda un nuovo partito chiamato Direzione - Socialdemocrazia (SMER), inizialmente presentato come formazione politica di centro, ma successivamente approdato a posizioni più oltranziste e populiste di sinistra. Diventa ben presto il politico di opposizione più popolare del paese, anche in virtù dell'impatto negativo che hanno le riforme del governo guidato da Mikuláš Dzurinda.
Tra le varie iniziative promosse da Fico c'è stata, per esempio, la promozione dell'identità nazionale slovacca, con non poche appropriazioni storiche di dubbio fondamento (come quella riguardante Svatopluk I, presentato come "primo re slovacco").

### 2002
Nelle elezioni parlamentari del 2002, lo SMER incassò il 13,46% dei voti divenendo così il terzo partito slovacco, nonostante le previsioni più favorevoli dello stesso Fico alla vigilia del voto.

### 2006
Lo SMER vinse le elezioni parlamentari del 2006, con il 29,1% dei voti. In quell'occasione, Robert Fico fu il promotore della coalizione formata dal Partito Nazionale Slovacco (SNS), di tendenze nazionaliste, guidato da Ján Slota, e dal Partito Popolare - Movimento per una Slovacchia Democratica (HZDS), guidato da Vladimír Mečiar.

### 2010
Alle elezioni parlamentari del 2010, nonostante lo SMER avesse ottenuto più consensi, Fico non riuscì a formare una coalizione di governo e rimase fino al 2012 all'opposizione.

### 2012
Lo SMER è stato, con il 44,41 % dei voti e 83 seggi parlamentari, il vincitore delle elezioni parlamentari del 2012.

### 2016
Alle elezioni del 2016 lo SMER ottiene 49 deputati su 150 perdendone oltre 30 (ne aveva 83). Necessaria un'alleanza con due o tre partiti, altrimenti Fico, che punta al terzo mandato, rischia di passare all'opposizione come nel 2010 quando non riuscì a formare il governo. Dopo circa 10 giorni Fico ha formato un governo di coalizione col Partito Nazionale Slovacco, Most-Hid, e La Rete.

### 2018

#### L'omicidio del giornalista Ján Kuciak e l'annuncio delle dimissioni
Nel 2018 ha annunciato le sue dimissioni in seguito alle proteste di piazza, conseguenti all'assassinio del giornalista slovacco Ján Kuciak (e della sua compagna), ucciso mentre stava compiendo una serie di indagini riguardanti casi di corruzione e truffe intorno ai fondi strutturali dell'Unione europea, per il sito di notizie slovacco Aktuality.sk. Kuciak aveva sostenuto nel suo ultimo scritto, pubblicato postumo, l'esistenza di rapporti tra la 'Ndrangheta calabrese e alcuni membri del governo Fico, poi dimessisi.
Tra questi, vi furono il ministro della cultura Marek Maďarič, il ministro dell'interno Robert Kaliňák (travolto dalle proteste di piazza e accusato di aver mentito sui rapporti del governo con i criminali della 'Ndrangheta, sospettati, arrestati e poi rilasciati, di avere avuto un ruolo nell'omicidio), nonché il primo ministro. Quest'ultimo si era visto costretto a rassegnare le dimissioni dopo che Most-Híd, uno dei tre partiti di maggioranza, aveva annunciato di voler richiedere nuove elezioni nel caso in cui non vi fosse stato un rimpasto di governo.

### 2023
Alle elezioni parlamentari del 2023 SMER è nuovamente il primo partito con il 22,94% dei voti e 42 seggi. La presidente Zuzana Čaputová ha nominato Robert Fico alla guida del quarto governo da lui presieduto, in carica dal 25 ottobre 2023.

### 2024

#### L'attentato e le minacce
Il 15 maggio 2024, è stato vittima di un tentato omicidio durante una visita presso la città di Handlová, a circa 150 km a nord-est di Bratislava, venendo ferito da quattro colpi di pistola al petto, all'addome e a un arto da un attentatore. A causa delle ferite, Fico è stato urgentemente trasferito presso l’ospedale di Banská Bystrica e posto in coma farmacologico, essendo stato considerato inizialmente e per svariati giorni in grave pericolo di vita. 
Nel frattempo, conosciuto l'accaduto, sono altresì arrivati quasi immediatamente dichiarazioni di vicinanza, tra cui quelle della presidente uscente Zuzana Čaputová che, congiuntamente al presidente eletto Peter Pellegrini, hanno fermamente condannato l’attacco, mentre nelle ore seguenti, la guida del paese veniva trasferita provvisoriamente al vicepresidente del governo e ministro della difesa, Robert Kaliňák, durante le operazioni di chirurgia e stabilizzazione del premier, e dal punto di vista della sicurezza, l'attentatore veniva prontamente arrestato ed incriminato.
Alla fine, dopo vari giorni di convalescenza, il Premier si è svegliato, continuando vigile la convalescenza in ospedale finché non è stato dimesso ufficialmente il 31 maggio, sebbene con l’ordine di rimanere in convalescenza a casa, potendo tornare infine al lavoro, dopo alcune partecipazioni sporadiche (tra cui al Consiglio europeo del 27 giugno), il 9 luglio 2024.
Per quanto riguarda invece i procedimenti giudiziari, le indagini hanno in seguito appurato che l'attentatore, identificato nella persona di Juraj Cintula, nonostante alcuni iniziali sospetti di azione collettiva, abbia operato da solo. Durante l'interrogatorio, Cintula ha dichiarato di aver agito principalmente a causa dell'opposizione del governo Fico all'assistenza militare all'Ucraina durante la guerra russo-ucraina.
Nel settembre dello stesso anno, Robert Fico è stato minacciato con una lettera che conteneva un proiettile.

## Politica estera

### Unione Europea

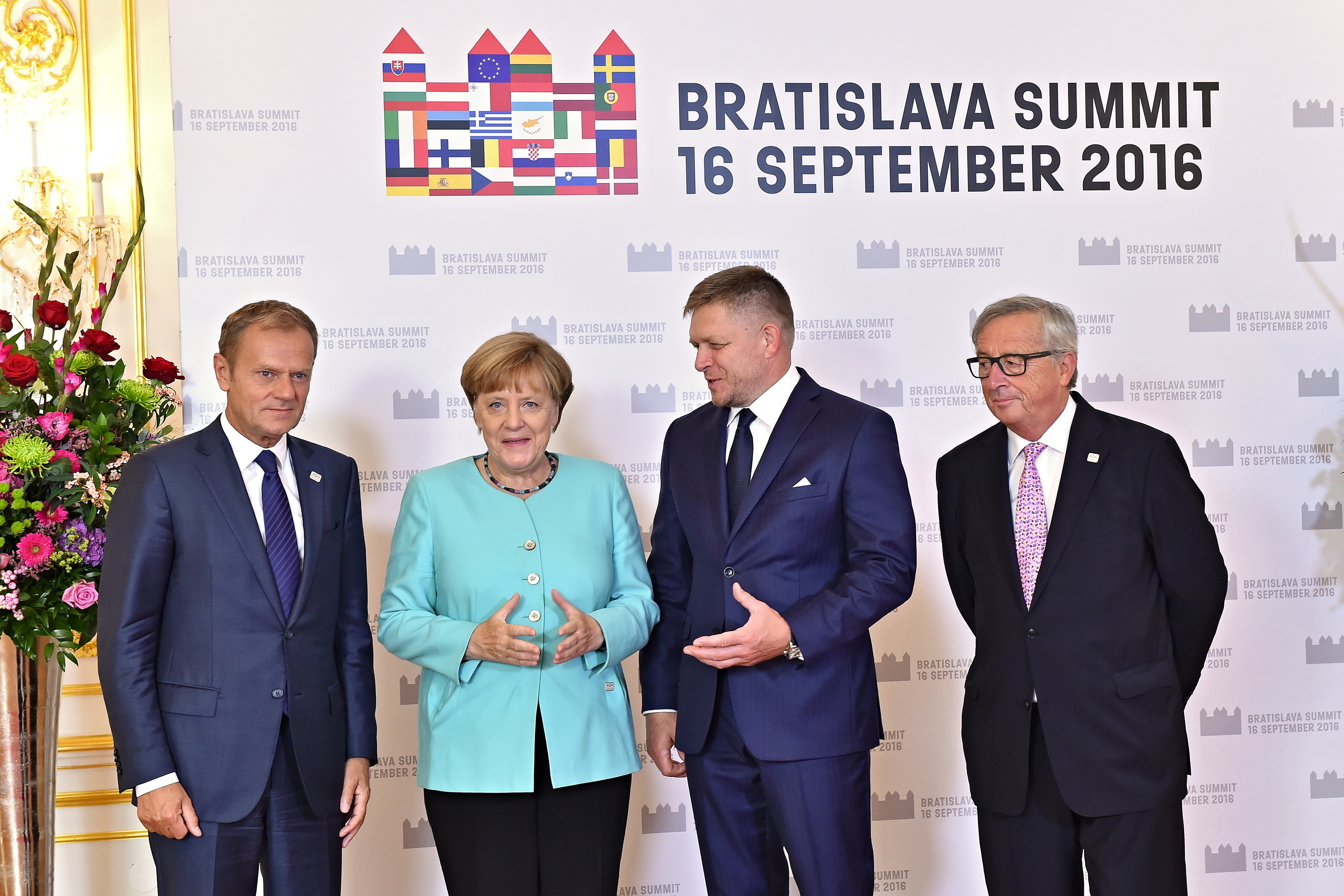
Robert Fico (il secondo da destra) con Donald Tusk, Angela Merkel e Jean-Claude Juncker, settembre 2016.

Nelle relazioni estere con l'Europa, il governo di Fico ha dovuto affrontare controversie a causa della sua affiliazione con i partiti isolati a livello internazionale di Vladimír Mečiar e Ján Slota. Sotto la sua guida, tuttavia, la Slovacchia è entrata nell'Eurozona nel 2009, e lo stesso Fico in un discorso alla Oxford Union ha elogiato l'ingresso della Slovacchia nell'Unione europea come una "storia di successo". Fico si è opposto alla dichiarazione unilaterale di indipendenza del Kosovo, che ha definito un "grave errore", per cui la Slovacchia non ha riconosciuto il Kosovo come Stato sovrano.
Rispondendo alle proteste Euromaidan del 2013 in Ucraina, Fico ha dichiarato che "l'UE non è un obbligo religioso" e che l'UE è "così innamorata di sé stessa" da essere convinta che non esista un'alternativa migliore al mondo. Successivamente ha condannato l'uso della violenza, ma ha affermato che le proteste sono un affare interno all'Ucraina.
Commentando la Brexit nel novembre 2016, ha affermato che non era chiaro cosa volesse il Regno Unito, aggiungendo che "deve soffrire" più dei 27 paesi che rimarranno nel blocco. Ha inoltre affermato che al Regno Unito non sarà consentito trasformare i lavoratori dell'UE in "cittadini di seconda classe " pur continuando a beneficiare dei vantaggi del mercato unico. Alla luce dell’elezione di Donald Trump, ha commentato che ciò potrebbe spronare l'Europa a rafforzare le proprie forze armate.
Nell'agosto 2017, Fico ha dichiarato: "I fondamenti della mia politica sono essere vicini al nucleo (dell'UE), vicino alla Francia, alla Germania. Sono molto interessato alla cooperazione regionale all'interno dei Quattro di Visegrad, ma l'interesse vitale della Slovacchia è l'UE".
Nel 2022 e nel 2023, Fico è stato un forte critico della Commissione von der Leyen I e della sua politica estera e militare in relazione all'invasione russa dell'Ucraina. Ha anche espresso disaccordo con la Commissione sulle questioni relative all'immigrazione. Allo stesso tempo, ha continuato ad applaudire e sostenere l'ex candidato presidenziale del suo partito e commissario europeo Maroš Šefčovič.

### Immigrazione e Islam
Fico ha respinto il piano della Commissione Europea di distribuire i rifugiati e i migranti economici dal Medio Oriente e dall'Africa tra gli stati membri dell'UE, dicendo: "Finché sarò primo ministro, le quote obbligatorie non saranno implementate sul territorio slovacco". Successivamente ha cercato di associare rifugiati e musulmani al terrorismo, sostenendo che "migliaia di terroristi e combattenti dello Stato islamico stanno entrando in Europa come migranti" e affermando che "monitoriamo ogni singolo musulmano in Slovacchia". Nel maggio 2016, ha dichiarato che la Slovacchia non accetterà "un solo migrante musulmano" nel paese, settimane prima che il paese assumesse la presidenza dell'UE. Ha inoltre affermato: "Quando dico qualcosa adesso, forse sembrerà strano, ma mi dispiace, l'Islam non ha posto in Slovacchia. Penso che sia dovere dei politici parlare di queste cose in modo molto chiaro e aperto. Non voglio che ci siano decine di mussulmani".
Il 30 novembre 2016, il parlamento slovacco sotto il governo Fico ha approvato un disegno di legge che richiede a tutti i movimenti e le organizzazioni religiose di avere un minimo di 50.000 membri praticanti verificati per poter essere riconosciuti dallo Stato (a partire da 20.000).

## Vita privata
Fico è sposato con Svetlana Ficová (nata Svobodová), avvocato e professoressa associata di Žilina. Erano compagni di classe mentre entrambi studiavano giurisprudenza all'Università Comenius di Bratislava e si sono sposati nel 1988. Hanno un figlio, Michal, che ha studiato all'Università di Economia a Bratislava. Oltre al suo nativo slovacco, Fico parla fluentemente ceco, inglese e russo.